# Föderalistische Union
Die Föderalistische Union (Kurzbezeichnung: FU) war eine aus den Abgeordneten von Bayernpartei und Zentrumspartei bestehende Fraktion des ersten Deutschen Bundestages. Außerdem kandidierten diese Parteien unter dem Namen Föderalistische Union gemeinsam zur Bundestagswahl 1957.

## Fraktion (1951–1953)
Die FU entstand am 14. Dezember 1951 durch den Zusammenschluss der Fraktionen von Bayernpartei und Zentrum, am 24. Januar 1952 schloss sich mit Hermann Clausen auch der einzige Abgeordnete der dänisch-friesischen Minderheitenpartei SSW an. Der Fraktionszusammenschluss war vorgenommen worden, um den beiden größeren Partnern (Clausen war zuvor fraktionslos) den Fraktionsstatus zu erhalten, nachdem der Bundestag die Mindestzahl an Abgeordneten für eine Fraktionsbildung zum 1. Januar 1952 von 10 auf 15 erhöht hatte. Die Bayernpartei hatte noch 13 Mitglieder, das Zentrum 9. Bei der Bundestagswahl 1953 scheiterten BP und SSW am Wiedereinzug. Das Zentrum zog über die Direktmandateregel mit drei Abgeordneten in den Bundestag ein, einer davon ein CDU-Mitglied, welches auf die Kandidatur um das Direktmandat verzichtet hatte.

## Wahlbündnis (1957)
Zur Bundestagswahl 1957 traten Zentrum, Bayernpartei und die DP-Abspaltung Deutsch-Hannoversche Partei unter der Bezeichnung Föderalistische Union in einem Wahlbündnis an, um die Fünf-Prozent-Hürde zu überwinden. Sie kandidierte in Bayern, wo sie 3,2 % gewann, in Nordrhein-Westfalen (0,8 %) und Niedersachsen (0,4 %). Zusätzlich verzichtete die SPD, die im Rahmen einer Viererkoalition in Bayern mit der Bayernpartei zusammenarbeitete, in vier bayerischen Wahlkreisen zugunsten der FU auf Direktkandidaten. Die FU erreichte bundesweit lediglich 0,9 % der Stimmen, konnte keine Direktmandate erringen und verfehlte damit deutlich ihr Ziel, in den Bundestag einzuziehen.